# البرکا
ال-برکا یک منطقهٔ مسکونی در لیبی است که در بنغازی واقع شده‌است.